# Dahlia pinnata
Thược dược, thổ thược dược hay đại lệ cúc (danh pháp hai phần: Dahlia pinnata) là một loài thực vật có hoa trong họ Cúc. Loài này được Cav. mô tả khoa học đầu tiên năm 1791.